# Каменецьк
Камене́цьк (рос. Каменецк) — село у складі Адамовського району Оренбурзької області, Росія.
Стара назва — Каменецький.

## Населення
Населення — 192 особи (2010; 279 у 2002).
Національний склад (станом на 2002 рік):
- казахи — 46 %
- росіяни — 33 %